# Paranephelius
Paranephelius Poepp., 1843 è un genere di piante angiosperme dicotiledoni della famiglia delle Asteraceae.

## Descrizione

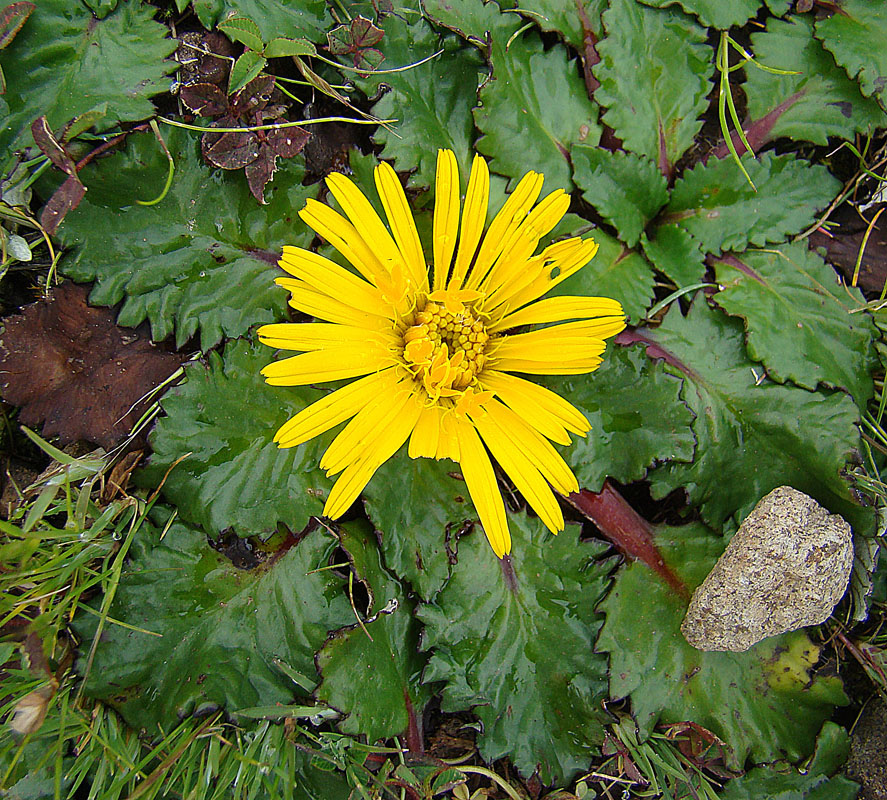
Infiorescenza
Paranephelius ovatus

L'habitus delle piante di questo è erbaceo perenne di tipi acaulescente (raramente è piccolo-caulescente). Le rosette basali sottendono i capolini. Gli organi interni di queste specie sono provvisti di latice bianco.
Le foglie in genere sono disposte lungo il fusto in modo opposto o spiralato (sono presenti delle rosette basali); sono quasi sessili o peduncolate (peduncoli lunghi 2 cm). Le foglie di queste specie non sono inguainate e non hanno le pseudostipole. La lamina è intera: da lanceolata a ovata con bordi dentati o lobati. Le venature variano da trinervate a pennate. La superficie può essere liscia oppure bollosa; quella adassiale è glabrescente o irsuta-aracnoide; quella abassiale è densamente bianco-tomentosa o lanosa. La consistenza in genere è fogliacea oppure carnosa.
L'infiorescenza è formata da capolini di tipo radiato eterogamo. I capolini in genere sono singoli (monocefali) e sessili (o subsessili); raramente sono scaposi con 2 - 3 teste. La struttura dei capolini è quella tipica delle Asteraceae: un peduncolo (corto o lungo) sorregge un involucro a forma ampiamente campanulata composto da 40 - 50 squame (o brattee) disposte in 4 serie in modo embricato e scalato che fanno da protezione al ricettacolo  sul quale s'inseriscono due tipi di fiori: quelli esterni ligulati, disposti a raggiera e quelli interni tubulosi molto più numerosi. Il ricettacolo, areolato e fimbriato, spesso con creste o punte sporgenti, è nudo (senza pagliette).
I fiori sono tetra-ciclici (ossia sono presenti 4 verticilli: calice – corolla – androceo – gineceo) e pentameri (ogni verticillo ha in genere 5 elementi). I fiori si dividono in due tipi: del raggio e del disco. I fiori del raggio (ligulati e zigomorfi da 25 a 35 e monoseriati) sono di solito femminili e fertili. I fiori del disco (tubulosi e actinomorfi da 20 a 33) sono in genere ermafroditi.
- Formula fiorale:

*/x K {\displaystyle \infty }, [C (5), A (5)], G 2 (infero), achenio
- Calice: i sepali del calice sono ridotti ad una coroncina di squame.

- Corolla: le ligule delle corolle dei fiori del raggio hanno delle forme da lineari a ellittico-oblunghe (a volte sono ben sviluppate) e terminano con tre denti, sono colorate di giallo (occasionalmente da rossastro a viola o bianco); le gole dei fiori del disco sono ampie fin dalla base, mentre i lobi sono allungati e lineari, il colore è giallo o più raramente rosso, viola o bianco.

- Androceo: gli stami sono 5 con filamenti liberi e distinti, mentre le antere sono saldate in un manicotto (o tubo) circondante lo stilo. Le antere possono avere delle code anche con frange. Il polline è ricoperto da spine in modo uniforme. Il polline è sferico, e tricolporato, echinato.

- Gineceo: lo stilo è filiforme, mentre gli stigmi dello stilo sono due, divergenti e spiralati. L'ovario è infero uniloculare formato da 2 carpelli. Gli stigmi in genere sono corti e filiformi ed hanno la superficie stigmatica (papille) interna. La parte superiore dello stilo può essere pelosa (quella basale è glabra).

I frutti sono degli acheni con pappo. La forma dell'achenio varia da oblunga a prismatica a 10 coste; la superficie è glabra o percorsa da alcuni peli di tipo aracnoide. Il pappo, persistente, a due serie indistinte, è formato da 45 - 80 setole barbate.

## Biologia
- Impollinazione: l'impollinazione avviene tramite insetti (impollinazione entomogama tramite farfalle diurne e notturne).
- Riproduzione: la fecondazione avviene fondamentalmente tramite l'impollinazione dei fiori (vedi sopra).
- Dispersione: i semi (gli acheni) cadendo a terra sono successivamente dispersi soprattutto da insetti tipo formiche (disseminazione mirmecoria). In questo tipo di piante avviene anche un altro tipo di dispersione: zoocoria. Infatti le brattee dell'involucro possono agganciarsi ai peli degli animali di passaggio disperdendo così anche su lunghe distanze i semi della pianta.

## Distribuzione e habitat
La distribuzione delle piante di questo genere è relativa alle zone montagnose della Bolivia, del Perù e dell'Argentina nord-settentrionale.

## Tassonomia
La famiglia di appartenenza di questa voce (Asteraceae o Compositae, nomen conservandum) probabilmente originaria del Sud America, è la più numerosa del mondo vegetale, comprende oltre 23.000 specie distribuite su 1.535 generi, oppure 22.750 specie e 1.530 generi secondo altre fonti (una delle checklist più aggiornata elenca fino a 1.679 generi). La famiglia attualmente (2021) è divisa in 16 sottofamiglie.

### Filogenesi
Le piante di questa voce appartengono alla tribù Liabeae della sottofamiglia Vernonioideae. Questa assegnazione è stata fatta solo ultimamente in base ad analisi di tipo filogenetico sul DNA delle piante. Precedenti classificazioni descrivono queste piante nella sottofamiglia Cichorioideae oppure (ancora prima) i vari membri di questo gruppo, a dimostrazione della difficoltà di classificazione delle Liabeae, erano distribuiti in diverse tribù: Vernonieae, Heliantheae, Helenieae, Senecioneae e Mutisieae.
Le seguenti caratteristiche sono condivise dalla maggior parte delle specie della tribù:
- nei fusti è frequente la presenza di lattice;
- le foglie hanno una disposizione opposta e spesso sono fortemente trinervate con superfici inferiori tomentose;
- il colore dei fiori del raggio e del disco sono in prevalenza gialli o tonalità vicine;
- le corolle del disco sono profondamente lobate;
- le basi delle antere sono calcarate;
- le superfici stigmatiche sono continue all'interno dei rami dello stilo;
- il polline è spinoso e sferico.

Il genere di questa voce è descritto nella sottotribù Paranepheliinae H. Rob., 1983, una delle quattro sottotribù delle Labieae. La sottotribù si trova nel "core" della tribù, e insieme alla sottotribù Munnoziinae formano un "gruppo fratello" (entrambe le sottotribù sono state le ultime a divergere). Il genere Paranephelius all'interno della sottotribù è molto vicino al genere Pseudonoseris: entrambi sono un gruppo monofiletico endemico delle Ande che insieme al genere Austroliabum formano un "gruppo fratello". Questi due generi (Paranephelius e Pseudonoseris) inoltre hanno un alto grado di ibridazione intergenerica che complica non poco la loro tassonomia specialmente nel nord del Perù. La bassa diversità genetica dei due generi suggerisce una loro recente radiazione e speciazione avvenuta probabilmente in concomitanza dell'innalzamento delle Ande avvenuto circa 13 milioni di anni fa. Dalle ultime analisi del DNA risulta che il genere Pseudonoseris è nidificato all'interno del genere Paranephelius.
Le specie di questo genere sono individuate dai seguenti caratteri:
- i capolini sono sessili e sottesi dalle rosette basali;
- le foglie sono sessili o peduncolate;
- gli acheni sono normalmente glabri.

Il numero cromosomico delle specie di questo gruppo è: 2n = 18, 28 e 30.

### Elenco delle specie
Per questo genere sono assegnate le seguenti 6 specie:
- Paranephelius asperifolius (Muschl.) H.Rob. & Brettell
- Paranephelius bullatus  A.Gray ex Wedd.
- Paranephelius ferreyrae  H.Rob.
- Paranephelius ovatus  Wedd.
- Paranephelius uniflorus  Poepp.
- Paranephelius wurdackii  H.Rob.